# Herbert Hein
Herbert Hein (ur. 27 marca 1954 w Bergheim) – niemiecki piłkarz występujący na pozycji obrońcy.

## Kariera
Hein karierę rozpoczynał jako junior w klubie 1. FC Quadrath-Ichendorf. W 1970 roku trafił do 1. FC Köln, a w 1972 roku został włączony do jego pierwszej drużyny. W Bundeslidze zadebiutował 16 grudnia 1972 w wygranym 2:1 meczu z Bayernem Monachium. 27 stycznia 1973 w zremisowanym 2:2 spotkaniu z Rot-Weiß Oberhausen strzelił pierwszego gola w trakcie gry w Bundeslidze. W 1973 roku wywalczył z klubem wicemistrzostwo Niemiec. Dotarł z nim także do finału Pucharu Niemiec, jednak jego zespół przegrał tam po rzutach karnych z Borussią Mönchengladbach. W 1977 oraz 1978 roku zdobywał z drużyną mistrzostwo Niemiec. W 1978 roku wygrał z nią także mistrzostwo Niemiec.
W październiku 1978 odszedł do innego pierwszoligowego zespołu - Borussii Dortmund. Pierwsze ligowe spotkanie zanotował tam 21 października 1978 przeciwko 1. FC Nürnberg (2:2). W Borussii grał do 1984 roku. Wówczas został graczem Tennis Borussii Berlin, który był jego ostatnim klubem w karierze.